# Џејмс Данлоп
Џејмс Данлоп (енгл. James Dunlop; Еаршир, 31. октобар 1793 — Бризбејн Вотер, 22. септембар 1848) био је шкотски астроном.

## Биографија
Радио је за сер Томаса Бризбејна у својој приватној опсерваторији, која се налазила у Парамати, Нови Јужни Велс (енгл. Parramatta, New South Wales), 23 километара западно од Сиднеја, Аустралија око 1820-их до 1830-их.
Данлоп је био астроном - посматрач, а обављао је свој астрометријски рад за Бризбејна. Независно је открио и каталоговао многе звезде и далеке небеске објекте видљиве на јужној хемисфери. Касније је постао шеф опсерваторије када је она продата Влади Новог Јужног Велса.